# Maja (Kalianda)
Maja is een bestuurslaag in het regentschap Lampung Selatan van de provincie Lampung, Indonesië. Maja telt 1213 inwoners (volkstelling 2010).